# Son nom est Dalida
Son nom est Dalida (с фр. — «Её зовут Далида») — дебютный студийный альбом французской певицы Далиды, вышедший в 1956 году на лейбле Barclay Records. Пластинка записана в жанре традиционной поп-музыки, хотя на ней и заметно влияние фламенко и фаду.
Альбом получил положительные отзывы от музыкальных критиков, которые высоко оценили страстное исполнение Далиды. На национальном уровне альбом достиг коммерческого успеха, продавшись тиражом около 20 000 копий и укрепив за Далидой звание самого коммерчески успешного исполнителя того времени.

## Об альбоме
После подписания контракта с Barclay Records в мае 1956 года, Далида выпустила три мини-альбома (с августа по октябрь): Madona, La violetera и Bambino. После двух умеренно успешных синглов, песня «Bambino» сделала из Далиды звезду. Из-за этого лейбл решает выпустить полноформатный альбом. Многие композиций были взяты из мини-альбомов, включая первый сингл «Madona». Все песни были записаны певицей совместно с оркестром под управлением Раймона Лефевра и Валь-Берга.
Релиз альбома состоялся в декабре 1956 года и изначально планировался к выходу только во франкоговорящих странах, однако оглушительный успех альбома способствовал его выпуску в США, Великобритании, Южной Африке и Австралии. В англоязычных странах альбом назывался «Elle s’appelle Dalida», только в США — «The Clamorous Dalida»; обложки также были различные.
В 2002 году Universal Music France переиздал альбом в оригинальном виниловом формате, а также представил цифровую ремастированную версию на компакт-диске с оригинальным французским трек-листом и обложкой.
После выпуска Son nom est Dalida получил очень позитивное критическое признание со стороны крупных французских газет, таких как Le Figaro, France-Soir и Le Parisien.
В поддержку альбома певица отправилась в успешный тур по городам Франции, который завершился её выступлением в концертном зале «Олимпия» в 1957 году.

## Отзывы критиков
Рецензент американского журнала Cash Box написал: «Певица демонстрирует интригующий стиль во время выступления — программы из французских песен. Две мелодии, получившие отличительные стилевые решения, — это знаменитая классика „Bambino“ и „La Violetera“. Сочный сильный фон эффектно дополняет захватывающее чтение вокалистки. Впечатляющий вокал».

## Список композиций
| №  | Название        | Автор(ы)                                | Длительность |
| -- | --------------- | --------------------------------------- | ------------ |
| 1. | «Bambino»       | Giuseppe Fanciulli & Jacques Larue      | 3:31         |
| 2. | «Fado»          | Henri Decker & Michèle Vendôme          | 3:37         |
| 3. | «Aime-moi»      | Jacques Datin & Maurice Vidalin         | 2:48         |
| 4. | «Flamenco Bleu» | Eddy Marnay, Larry Wagner & Louis Gasté | 2:23         |
| 5. | «Le torrent»    | Pierre Delanoë & Pierre Havet           | 2:54         |

| №                   | Название            | Автор(ы)                                              | Длительность |
| ------------------- | ------------------- | ----------------------------------------------------- | ------------ |
| 1.                  | «Madona»            | Caco Velho, Diritini & Marc Lanjean                   | 3:04         |
| 2.                  | «Guitare Flamenco»  | Charles Dumont, Claude Delecluse & Michelle Senlis    | 3:06         |
| 3.                  | «Gitane»            | Charles Dumont & Maurice Robin                        | 2:55         |
| 4.                  | «Mon cœur va»       | Charles Dumont & Robert Chabrier                      | 2:52         |
| 5.                  | «La violetera»      | Albert Willemetz, José Padilla Sánchez & Jean Granier | 3:48         |
| Общая длительность: | Общая длительность: | Общая длительность:                                   | 30:58        |